# 17 noiembrie
ianuarie • februarie • martie  • aprilie  • mai  • iunie  • iulie  • august  • septembrie  • octombrie  • noiembrie  • decembrie
17 noiembrie este a 321-a zi a calendarului gregorian și a 322-a zi în anii bisecți. Mai sunt 44 de zile până la sfârșitul anului.

## Evenimente

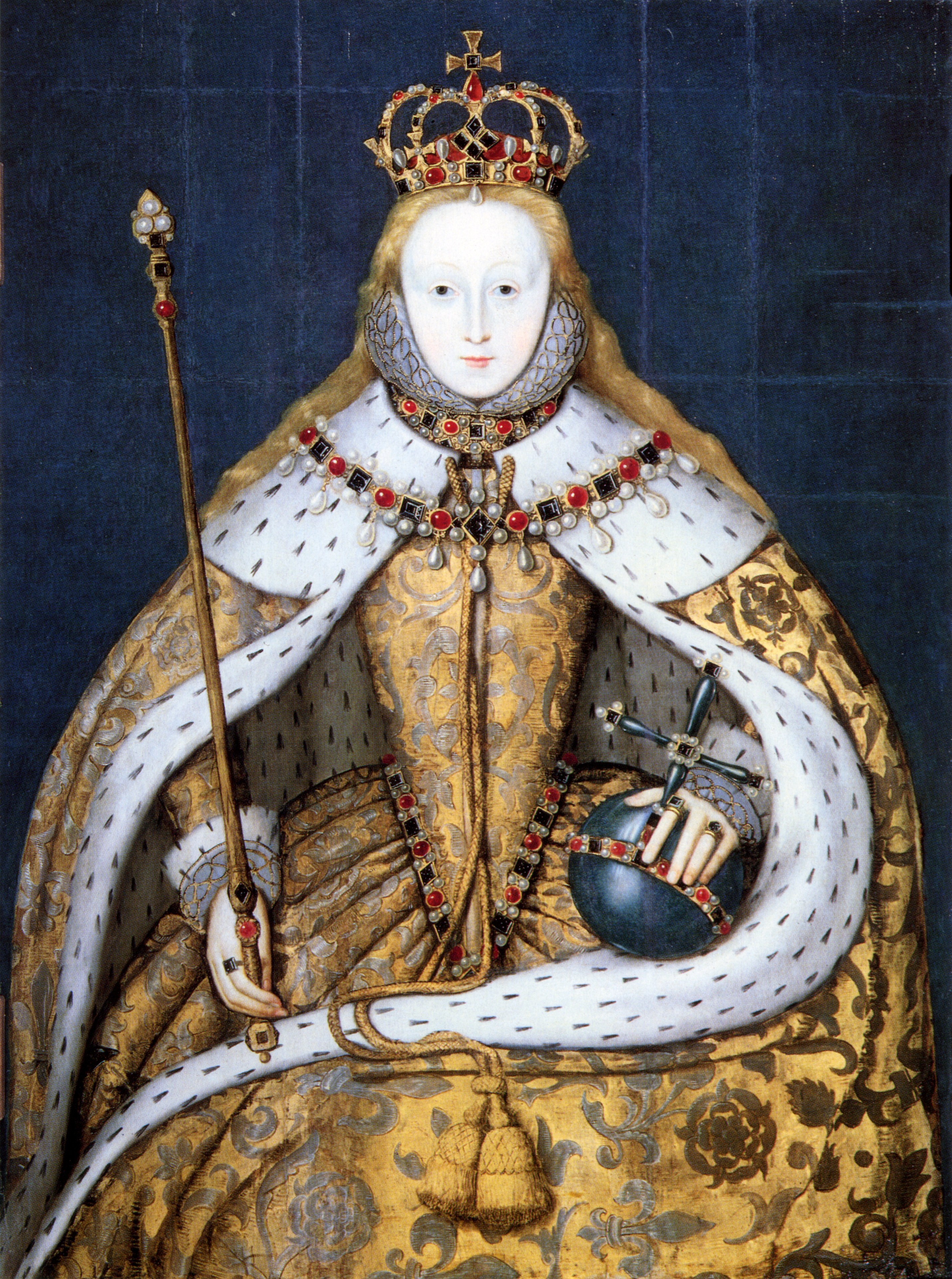
1558: Începe Epoca Elisabetană. Regina Maria I a Angliei moare și este urmată de sora ei vitregă Elisabeta I a Angliei.

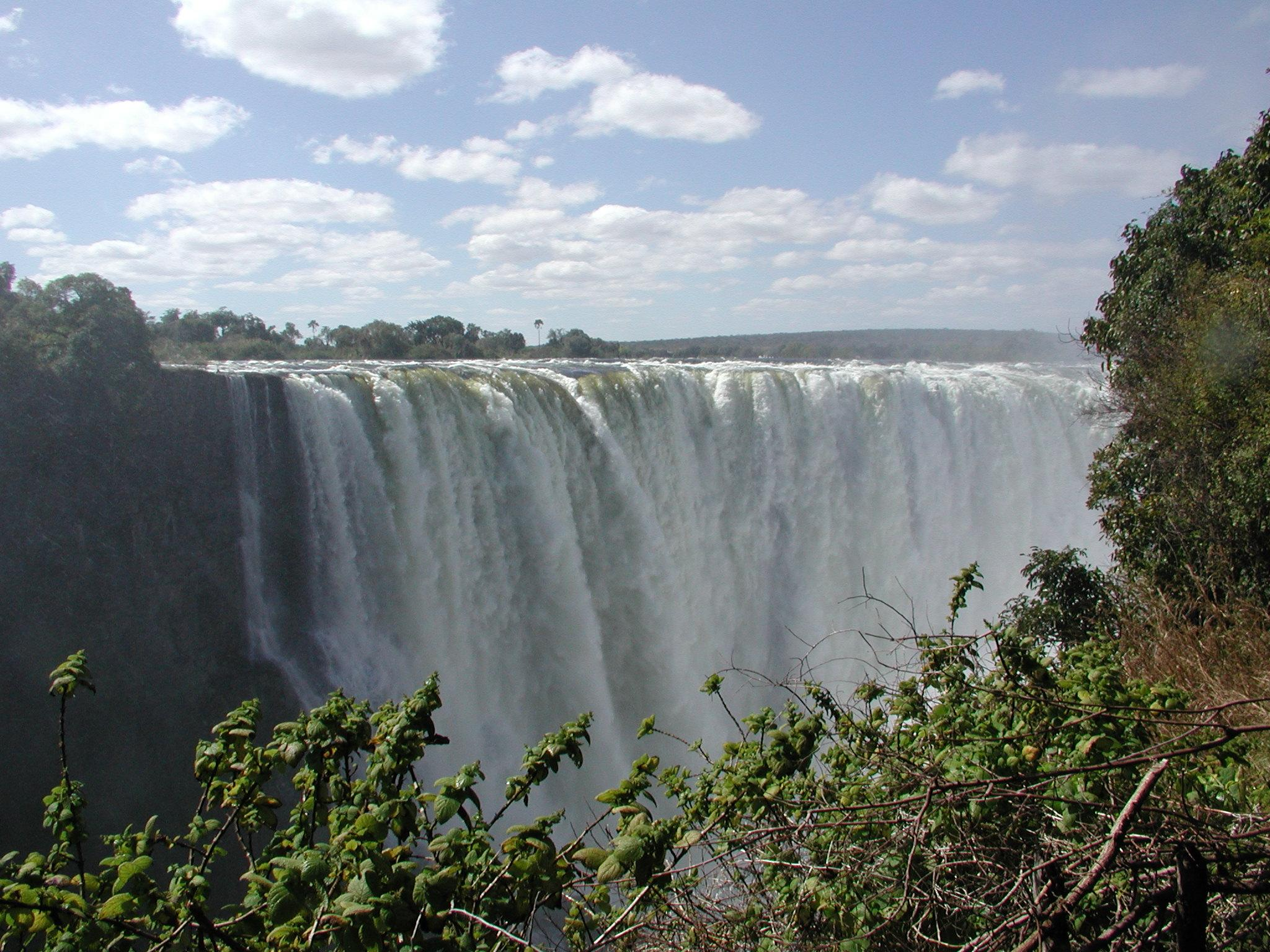
1855: Exploratorul britanic David Livingstone a devenit primul european care a văzut cascada Victoria, una dintre cele mai mari cascade din lume, aflată la granița actuală dintre Zambia și Zimbabwe.

- 0284: Dioclețian este proclamat împărat de soldații săi.
- 0474: Împăratul Leon al II-lea moare după o domnie de 10 luni. Este succedat de tatăl său Zenon.
- 1558: Începe Epoca Elisabetană. Regina Maria I a Angliei moare și este urmată de sora ei vitregă Elisabeta I a Angliei.
- 1603: Începe procesul lui sir Walter Raleigh, faimosul explorator și om de stat englez.
- 1855: Exploratorul britanic David Livingstone a devenit primul european care a văzut cascada Victoria, una dintre cele mai mari cascade din lume, aflată la granița actuală dintre Zambia și Zimbabwe.
- 1869: Este inaugurat Canalul Suez, după 10 ani de construcție, cale navigabilă ce traversează istmul Suez, unind Marea Mediterană cu Marea Roșie.
- 1872: Este înființată Academia Navală Mircea cel Bătrân, din Constanța.
- 1918: Consfătuirea fruntașilor politici, membri ai Partidului Național și ai Partidului Social-Democrat, sub președinția lui Ștefan Cicio-Pop, la care se discută proiectul în opt puncte întocmit de Vasile Goldiș, Ștefan Cicio-Pop și Ioan Suciu, proiect ce conținea hotărârea de unire cu România.

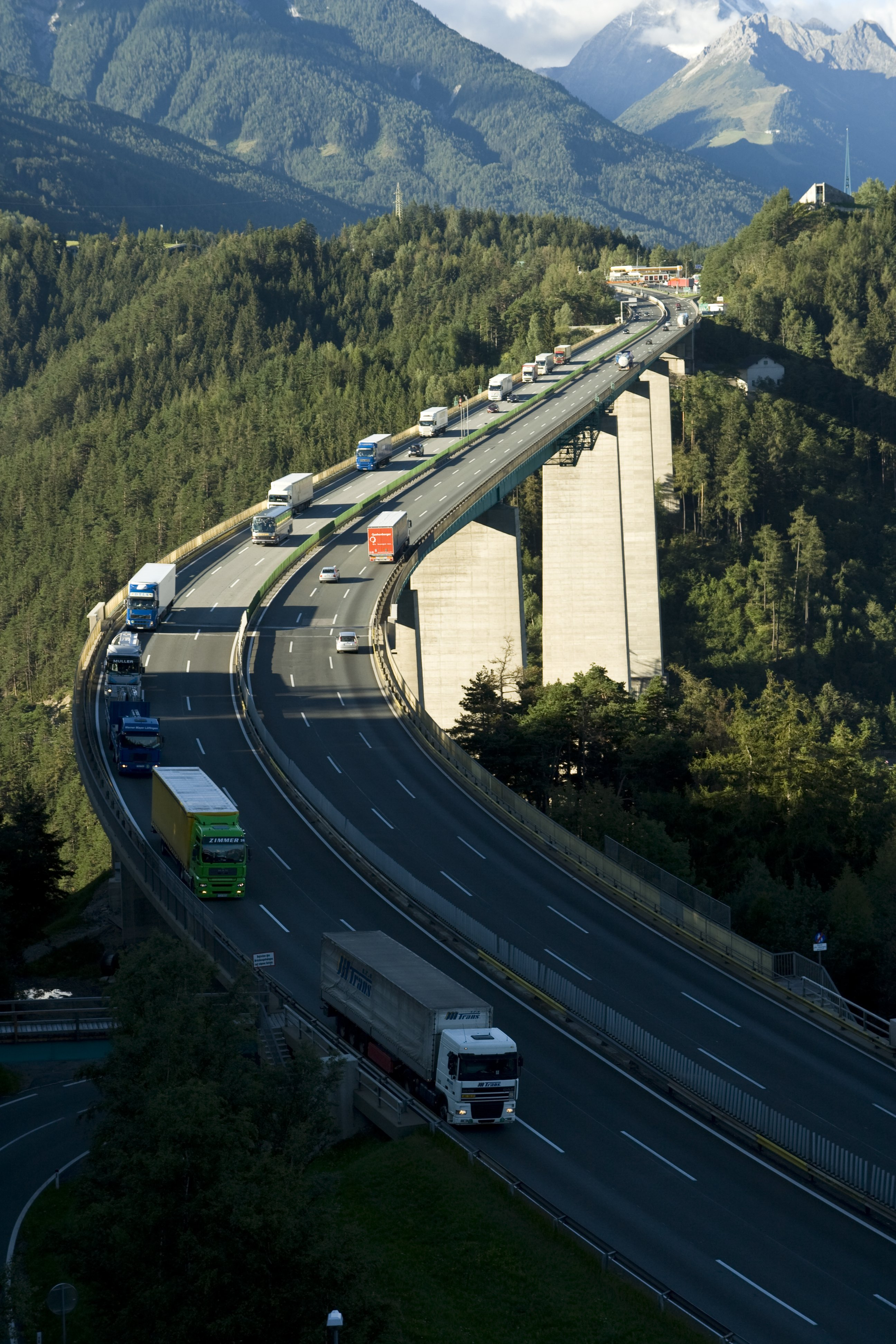
1963: Deschiderea Podului Europa în Tirol.

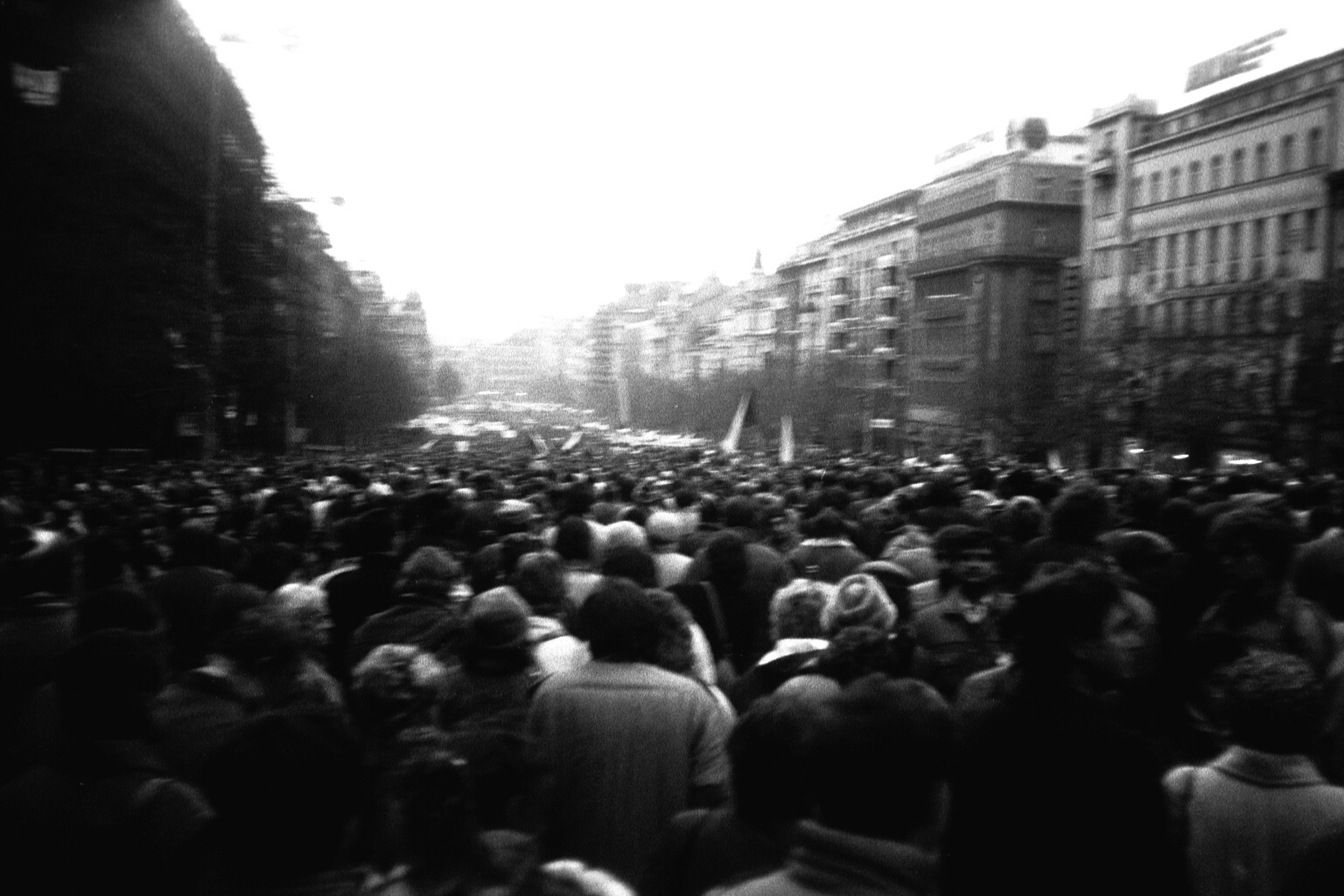
1989: Au loc manifestațiile anticomuniste ale studenților din Praga, care au marcat începutul Revoluției de catifea.

- 1918: Apare la București, săptămânal sau bisăptămânal Socialismul, organul Partidului Socialist și al Uniunii sindicale.
- 1922: Fostul sultan otoman Mehmed al VI-lea pleacă în exil în Italia.
- 1933: Statele Unite recunosc Uniunea Sovietică.
- 1950: Organizația Națiunilor Unite decide acordarea independenței Libiei.
- 1963: În Austria este inaugurat Podul Europa, care facilitează legătura între Germania și Italia, prin Tirol.
- 1970: Elton John participă la un concert la A&R Studios în New York, care mai târziu va deveni albumul 11-17-70.
- 1970: Douglas Engelbart primește patentul pentru primul maus de calculator.
- 1970: Odată cu lansarea Lunochod 1 de către Uniunea Sovietică în Mare Imbrium, ca parte a programului Luna, începe prima utilizare a unui vehicul lunar.
- 1989: Au loc manifestațiile anticomuniste ale studenților din Praga, care au marcat începutul Revoluției de catifea.
- 1992: La Bruxelles este parafat un acord prin care România obține statutul de asociat al Comunității Economice Europene.
- 1996: Are loc al doilea tur de scrutin al alegerilor prezidențiale din România. Emil Constantinescu, președintele Convenției Democrate Române, obține 54,41% din voturi, devenind noul președinte al României.
- 2000: Alberto Fujimori este îndepărtat din funcția de președinte al Peru.
- 2003: Arnold Schwarzenegger devine Guvernatorul Californiei.[1]
- 2019: Primul caz cunoscut de COVID-19 este al unui bărbat în vârstă de 55 de ani care vizitase o piață din Wuhan, provincia Hubei, China.[2]

## Nașteri
- 0009: Vespasian, împărat roman (d. 79)
- 1503: Agnolo Bronzino, pictor florentin (d. 1572)
- 1582: Georg, Duce de Brunswick-Lüneburg (d. 1641)
- 1612: Pierre Mignard, pictor francez (d. 1695)
- 1627: Johann Georg al II-lea, Prinț de Anhalt-Dessau (d. 1693)
- 1729: Maria Antonia a Spaniei, regină a Sardiniei (d. 1785)
- 1749: Nicolas Appert, inventator francez (d. 1841)

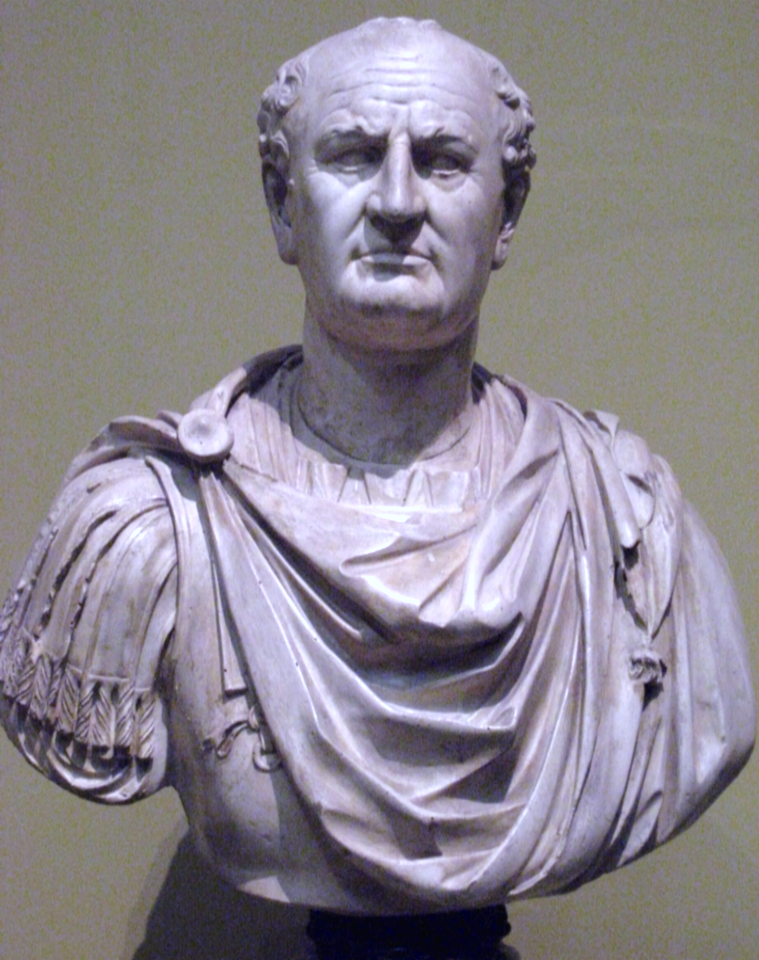
Vespasian, împărat roman
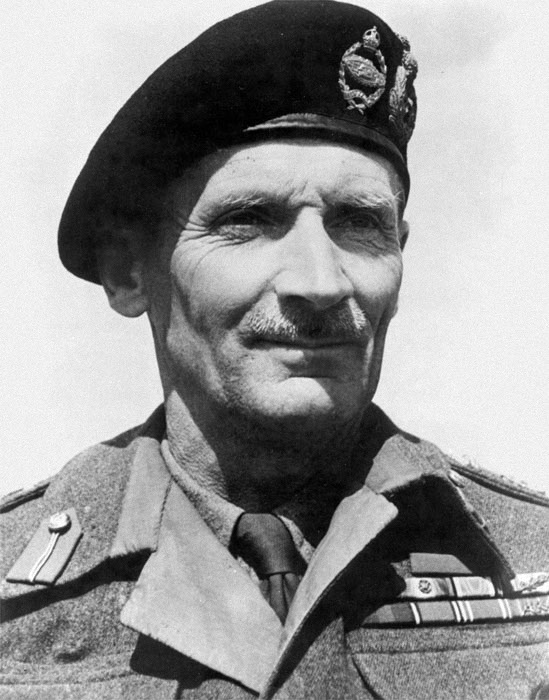
Bernard Law Montgomery, mareșal britanic
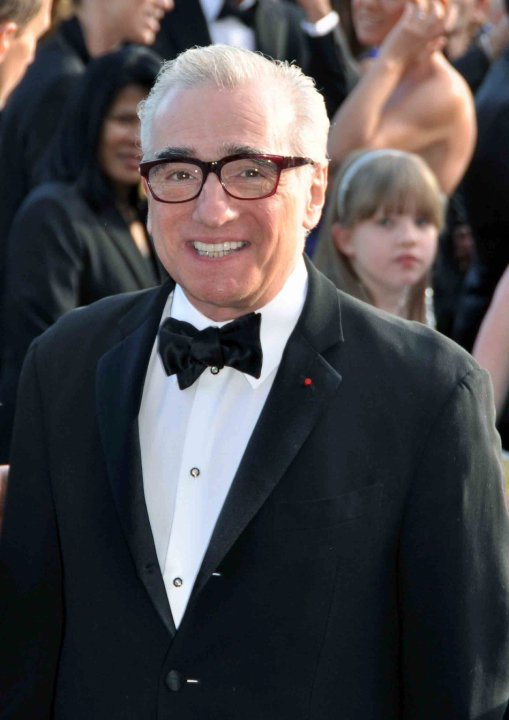
Martin Scorsese, regizor american de film

- 1755: Regele Ludovic XVIII al Franței (1814-1824) (d. 1824)
- 1857: Joseph Babiński, neurolog francez (d. 1932)
- 1865: Josefa Texidor Torres, pictoriță spaniolă (d. 1914)
- 1870: Serghei Blajko, astronom rus și sovietic (d. 1956)
- 1887: Bernard Law Montgomery, mareșal britanic (d. 1876)
- 1895: Prințul Kiril al Bulgariei (d. 1945)
- 1899: Ștefan Vencov, fizician român (d. 1955)
- 1902: Constantin Baraschi, sculptor român, membru corespondent al Academiei Române (d. 1966)
- 1902: Eugene Wigner, fizician maghiar, laureat Nobel (d. 1995)
- 1905: Regina Astrid a Belgiei (d. 1935)
- 1906: Soichiro Honda, întreprinzător și inginer japonez (d. 1991)
- 1925: Rock Hudson, actor american (d. 1985)
- 1936: Hisashi Igawa, actor japonez
- 1942: Martin Scorsese, regizor american de film
- 1944: Danny DeVito, regizor și actor american
- 1945: Roland Joffé, regizor britanico-francez de film
- 1945: Abdelmadjid Tebboune, politician algerian, președintele Algeriei (2019-prezent)
- 1952: Cyril Ramaphosa, politician sud-african, președintele Republicii Africa de Sud (2018-prezent)
- 1966: Sophie Marceau, actriță franceză
- 1966: Jeff Buckley, muzician american (d. 1997)
- 1978: Rachel McAdams, actriță canadiană
- 1987: Kat DeLuna, cântăreață din S.U.A., cu origini dominicane
- 1989: Ciprian Gălățanu, scrimer român
- 1994: Nicoleta Safta, handbalistă română

## Decese

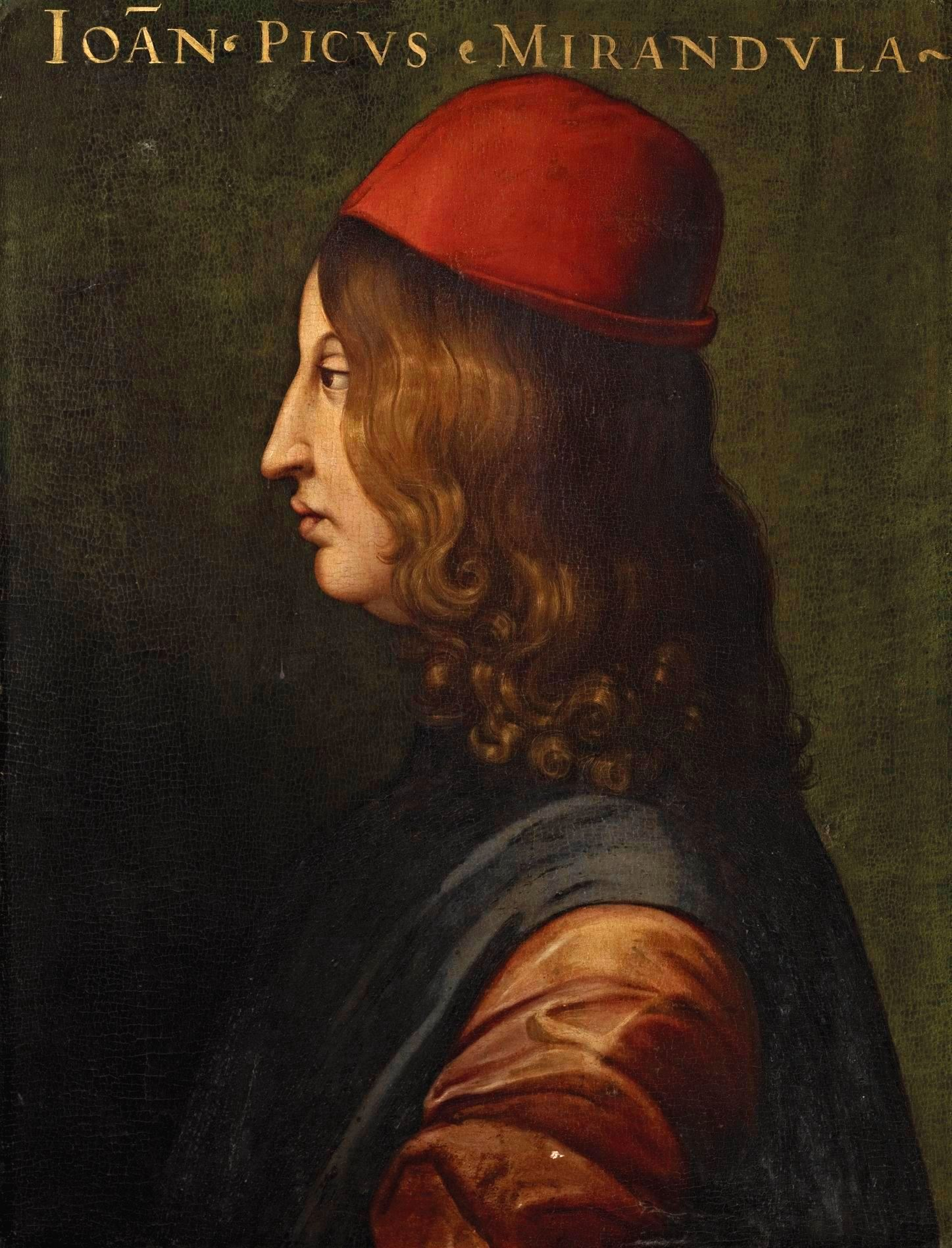
Giovani Pico della Mirandola, umanist italian
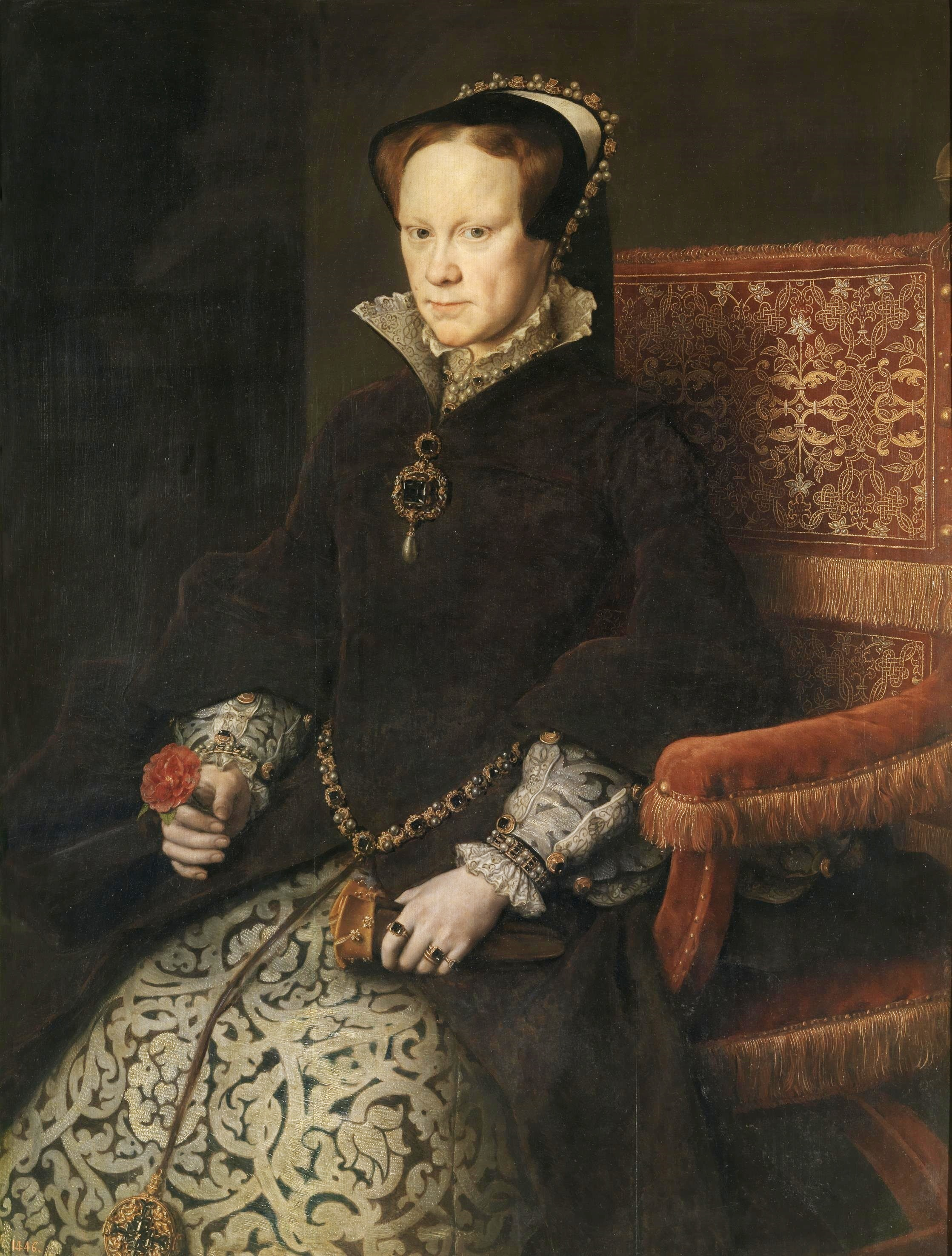
Maria I a Angliei
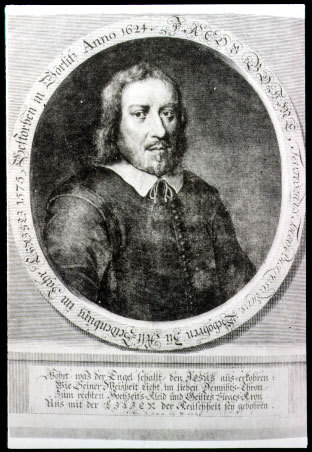
Jakob Böhme, filosof german

- 1494: Giovani Pico della Mirandola, umanist italian (n. 1463)
- 1558: Regina Maria I a Angliei  (n. 1516)
- 1592: Ioan al III-lea al Suediei, rege suedez (n. 1537)
- 1789: Charlotte Stuart, Ducesă de Albany (n. 1753)
- 1624: Jakob Böhme, filosof german (n. 1575)
- 1681: Tito Livio Burattini, arhitect, matematician și om de știință italian (n. 1617)
- 1757: Maria Josepha de Austria, soția regelui Augustus al III-lea al Poloniei (n. 1699)
- 1796: Țarina Ecaterina cea Mare a Rusiei (n. 1729)
- 1818: Charlotte de Mecklenburg-Strelitz, soția regelui George al III-lea al Regatului Unit (n. 1744)
- 1888: Dora D'Istria (pseudonimul literar al Elenei Ghica), scriitoare, nepoată a lui Grigore al IV-lea Ghica  (n. 1828)

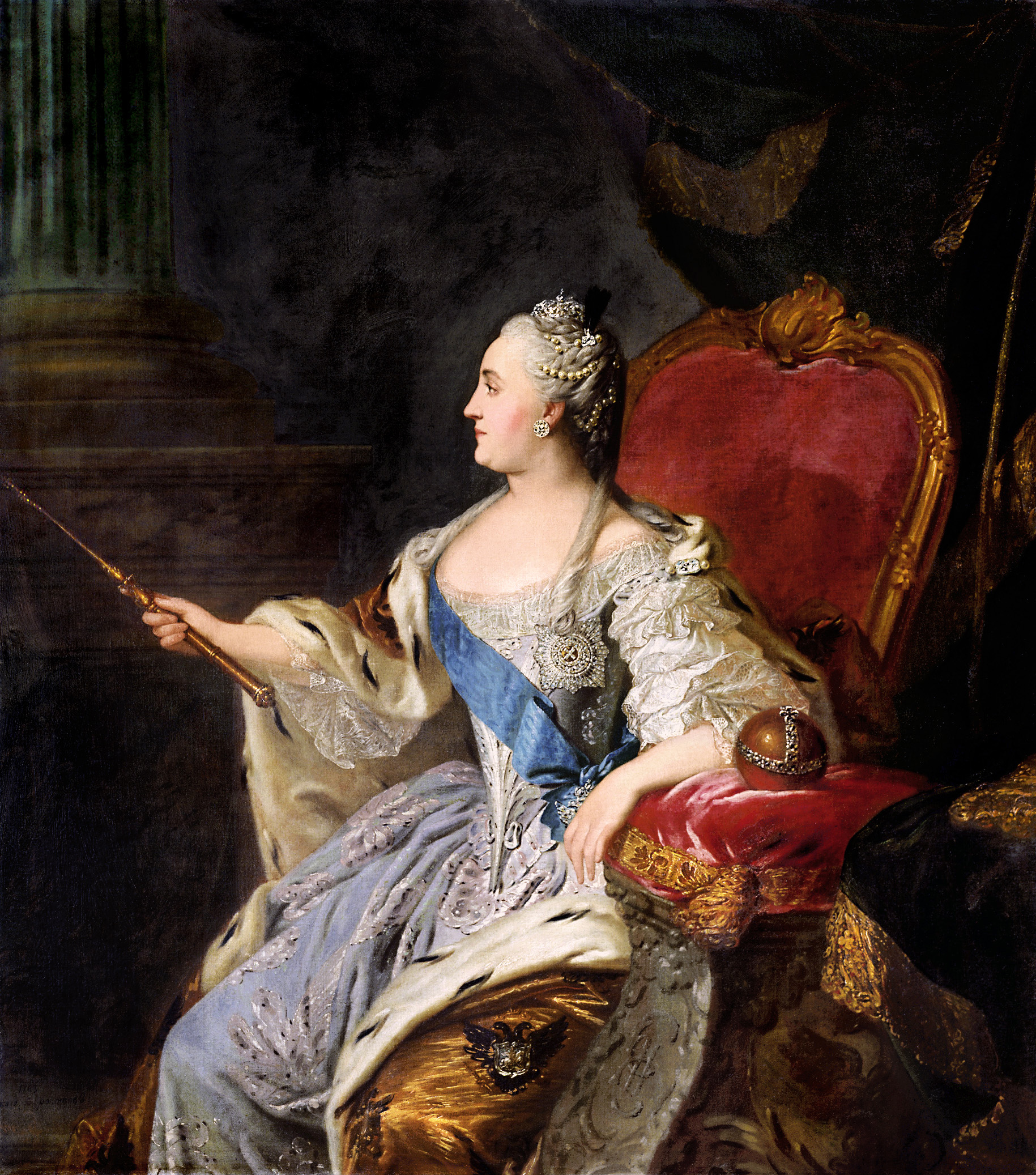
Ecaterina cea Mare a Rusiei
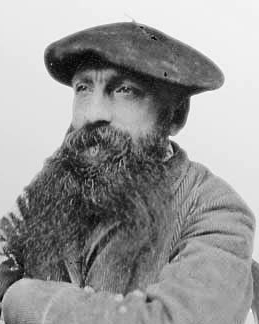
Auguste Rodin, sculptor și grafician francez
Emil Racoviță, biolog român, explorator al Antarticii

- 1917: Auguste Rodin, sculptor și grafician francez (n. 1840)
- 1944: Magda Isanos, poetă română (n.1916)
- 1947: Emil Racoviță, biolog, membru al Academiei Române, fondatorul biospeologiei, explorator al Antarticii (n. 1868)
- 1957: George Murnu, scriitor și istoric român, membru al Academiei Române (n. 1868)
- 1959: Heitor Villa-Lobos, compozitor brazilian (n. 1887)
- 1984: Constantin Rauțchi, actor român (n. 1934)
- 1986: Roger Ikor, scriitor francez, câștigător al Premiului Goncourt în 1955 (n. 1912)
- 1987: Paul Erdös, grafician român (n. 1916)
- 1990: Robert Hofstadter, fizician american (n. 1915)
- 1996: Michele Abruzzo, actor italian (n. 1904)
- 2000: Louis Néel, fizician francez, Premiul nobel pentru Fizică 1970 (n. 1904)
- 2002: Abba Eban, diplomat și om politic israelian (n. 1915)
- 2008: Ennio De Concini, scenarist și regizor italian de film (n. 1923)
- 2013: Doris Lessing, scriitoare britanică, laureată Nobel (n. 1919)
- 2017: Salvatore Riina, membru al mafiei siciliene, cel mai puternic membru al acesteia la începutul anilor 1980 (n. 1930)

## Sărbători
- Sf. Grigore Taumaturgul, episcopul Neocezareei; Cuvioșii Lazăr Zugravul și Zaharia (calendarul ortodox și greco-catolic)
- Sf. Elisabeta de Turingia; Sf. Grigore Taumaturgul (calendarul romano-catolic)
- Ziua internațională a studenților
- 2005: Ziua internațională fără fumat (a treia zi de joi a lunii noiembrie, începând din 1977)